# Lina Radke
Karoline 'Lina' Radke-Batschauer  (Baden-Baden, 18 de outubro de 1903 – Karlsruhe, 14 de fevereiro de 1983) foi uma atleta alemã e a primeira campeã olímpica dos 800 m metros femininos, prova que estreou nos Jogos Olímpicos de Amsterdã, em 1928.
Lina começou a competir no atletismo numa época em que a presença de mulheres nesse esporte se desenvolvia ainda lentamente. Modalidades como a corrida eram consideradas muito exaustivos para as mulheres, visão compartilhada pelo fundador e então presidente-honorário do Comitê Olímpico Internacional, Pierre de Coubertin.
Junto com seu marido e treinador, Georg Radke, foi uma das pioneiras do atletismo feminino durante a década de 1920. As competições femininas eram raras, mas mesmo assim ela colecionou vários títulos regionais e nacionais na Alemanha. Especialista nos 1000 m, ela mudou para os 800 metros quando foi anunciada que esta prova para mulheres estrearia nas Olimpíadas de Amsterdã.
Na prova, Radke estabeleceu o primeiro tempo que seria oficialmente reconhecido como recorde mundial da distância - 2min 16s - e ganhou a medalha de ouro. Sua marca permaneceu como a melhor do mundo até 1944. O COI, entretanto, não ficou satisfeito com o fato de que diversas de suas adversárias tivessem desmaiado de exaustão ao fim da prova e decidiu banir os 800 m para mulheres dos Jogos Olímpicos; ele só retornaria nos Jogos de Roma, em 1960.
A carreira de Radke continuaria por mais seis anos, encerrando-se em 1934 após os Jogos Mundiais Femininos. Ela morreu aos 79 anos em Karlsruhe, a mesma cidade onde nasceu. Está sepultada no Cemitério de Mühlburg.